# Violskinn
Violskinn (Tulasnella violea) är en svampart som först beskrevs av Lucien Quélet, och fick sitt nu gällande namn av Bourdot & Galzin 1909. Violskinn ingår i släktet Tulasnella och familjen Tulasnellaceae. Arten är reproducerande i Sverige. Inga underarter finns listade i Catalogue of Life.

## Galleri

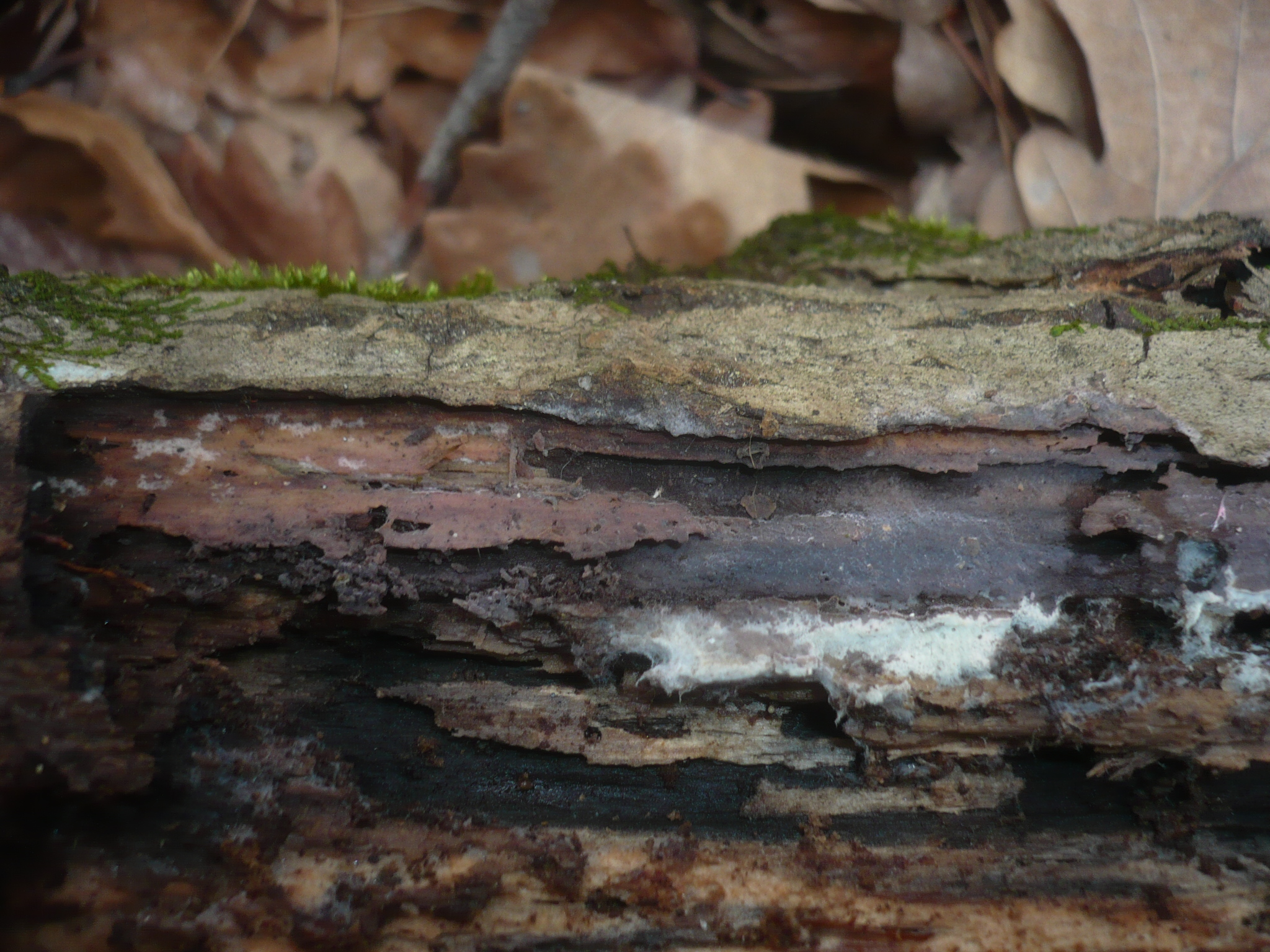
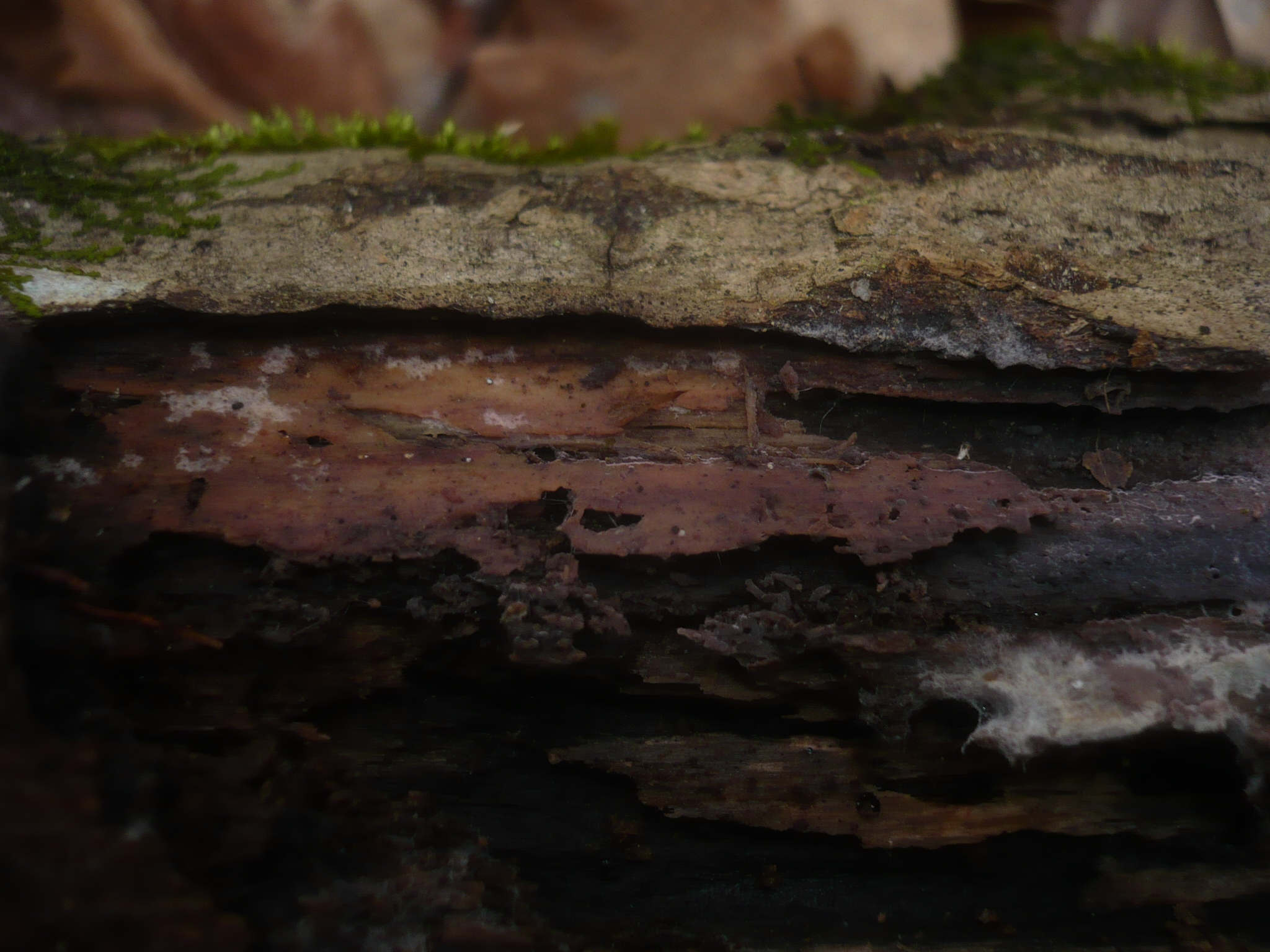
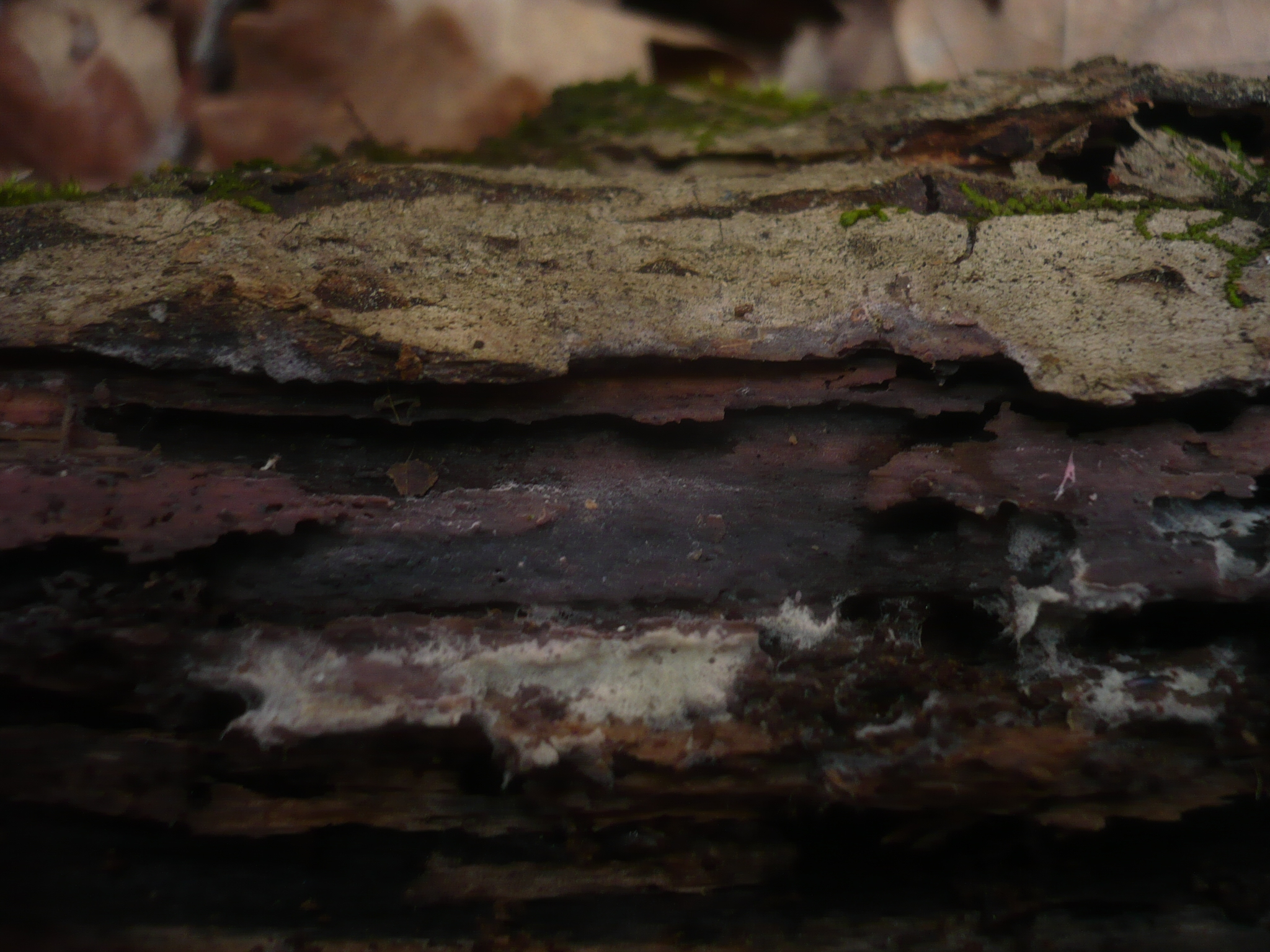
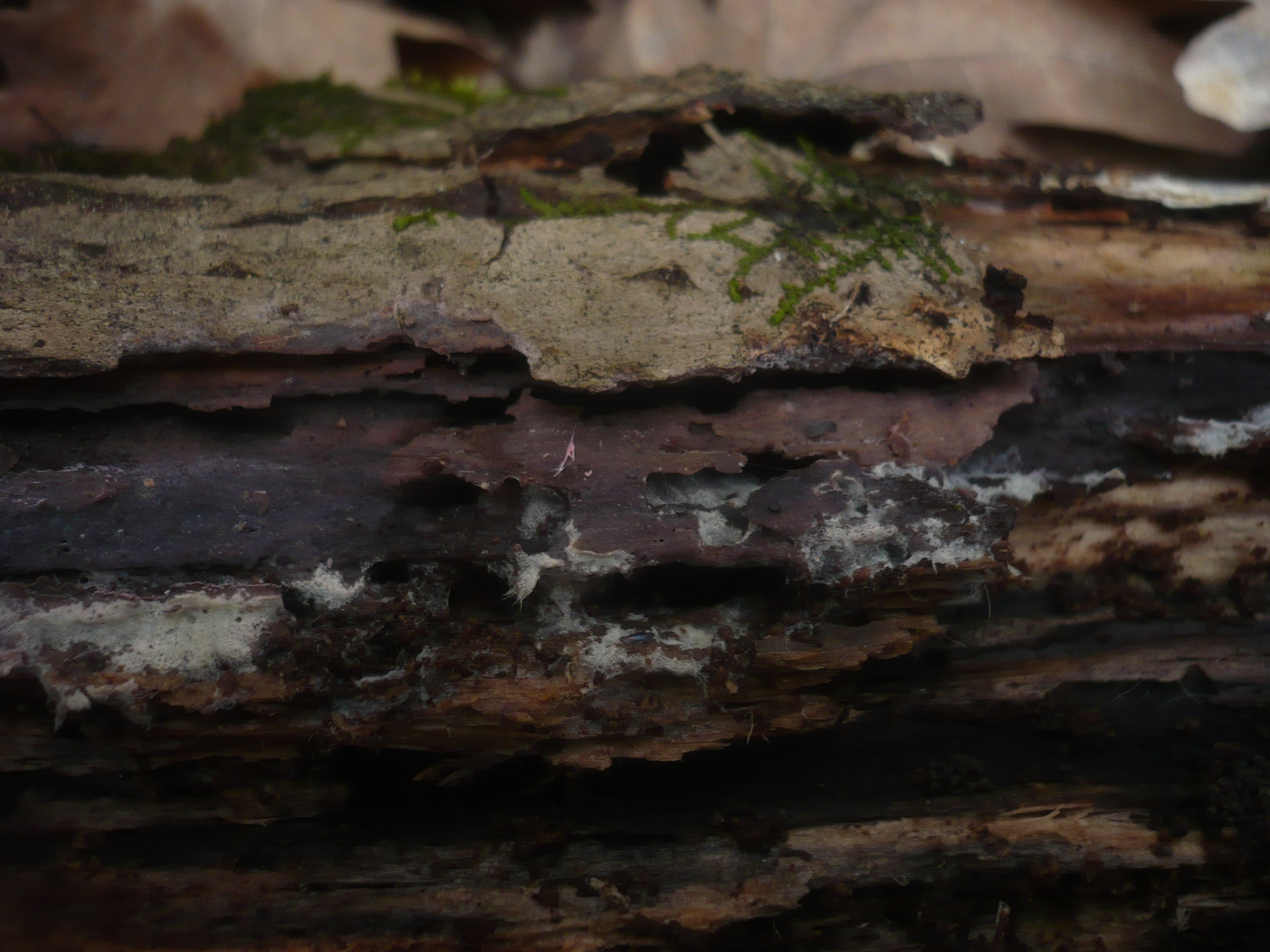
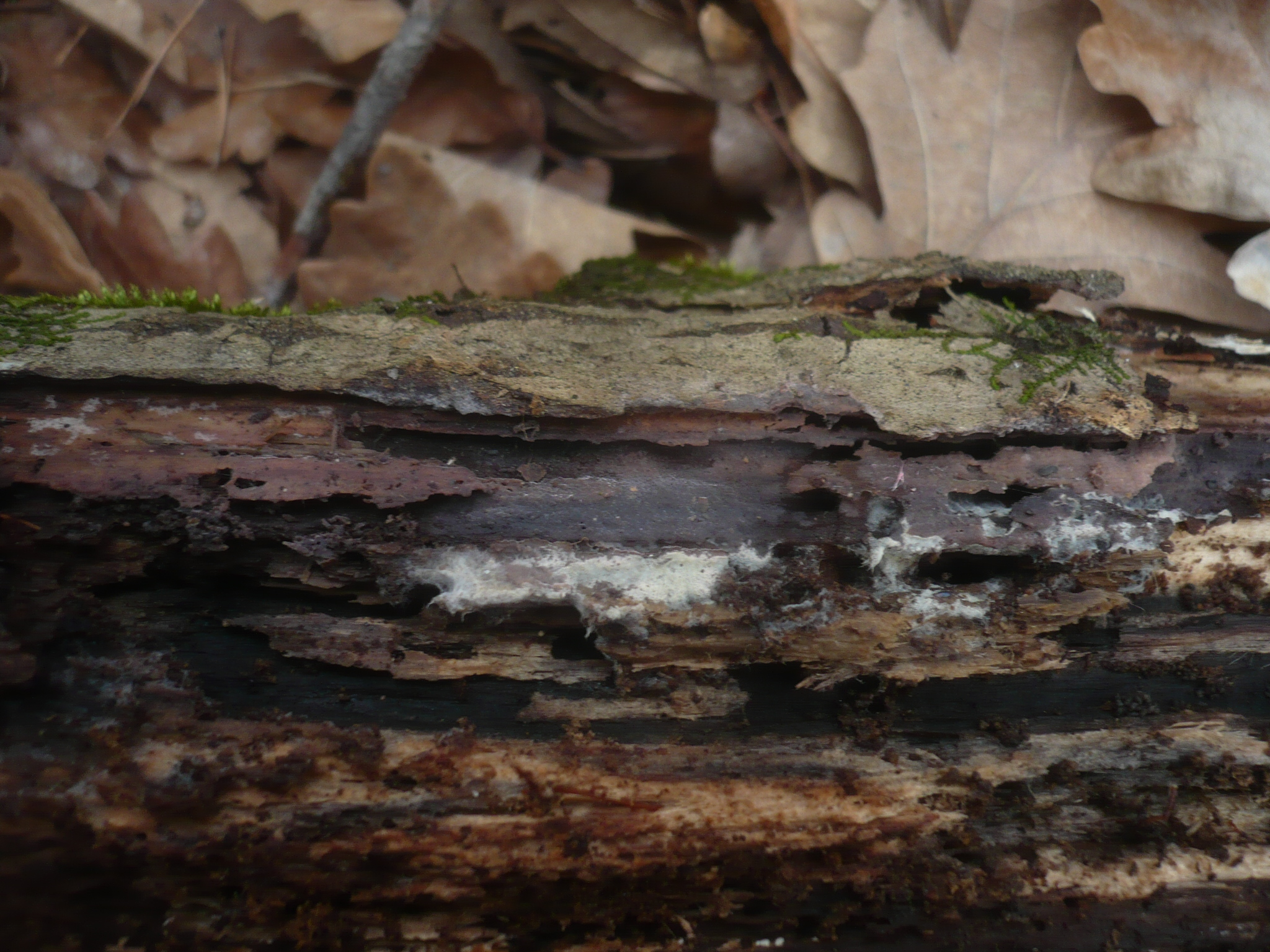
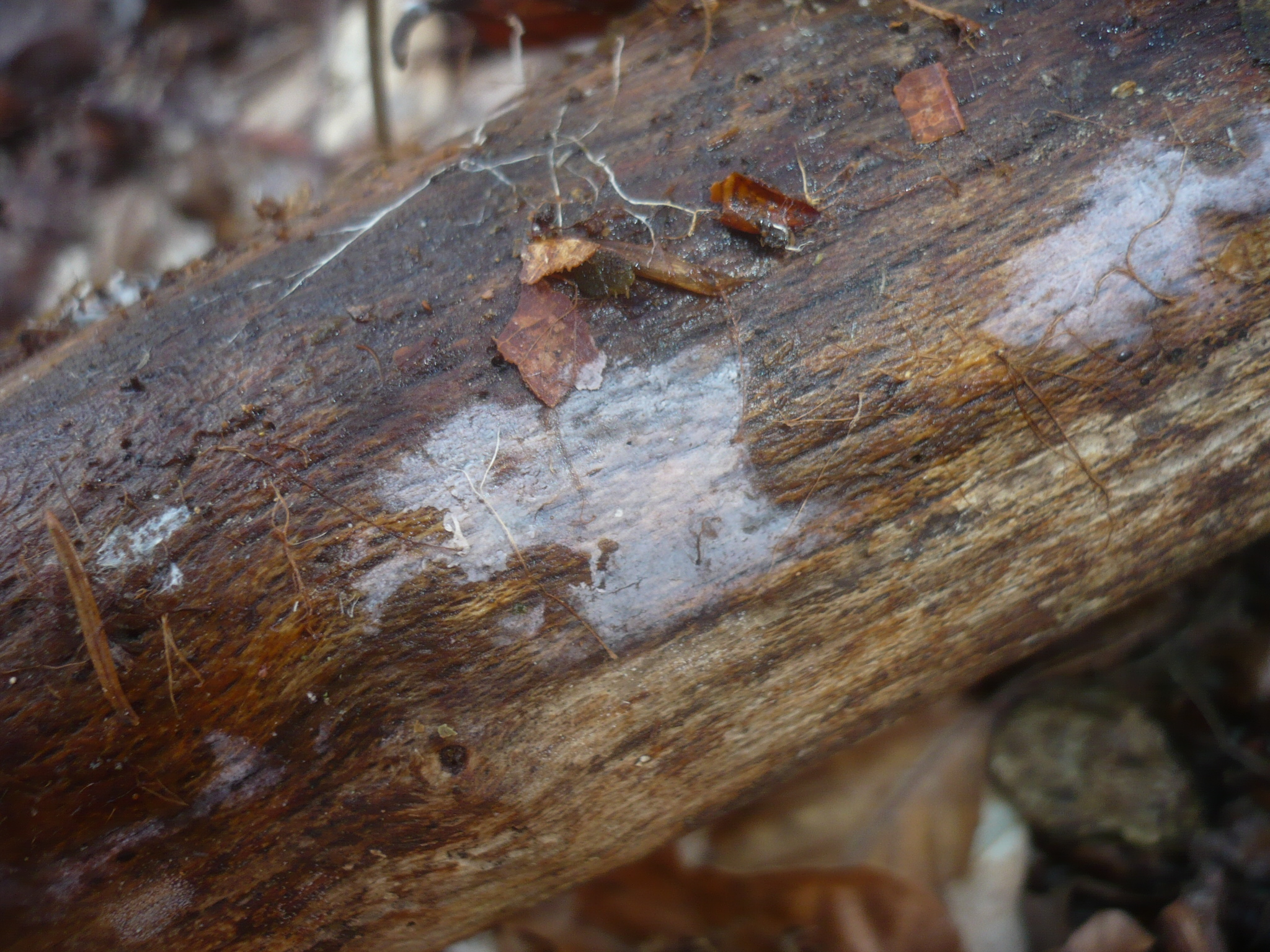
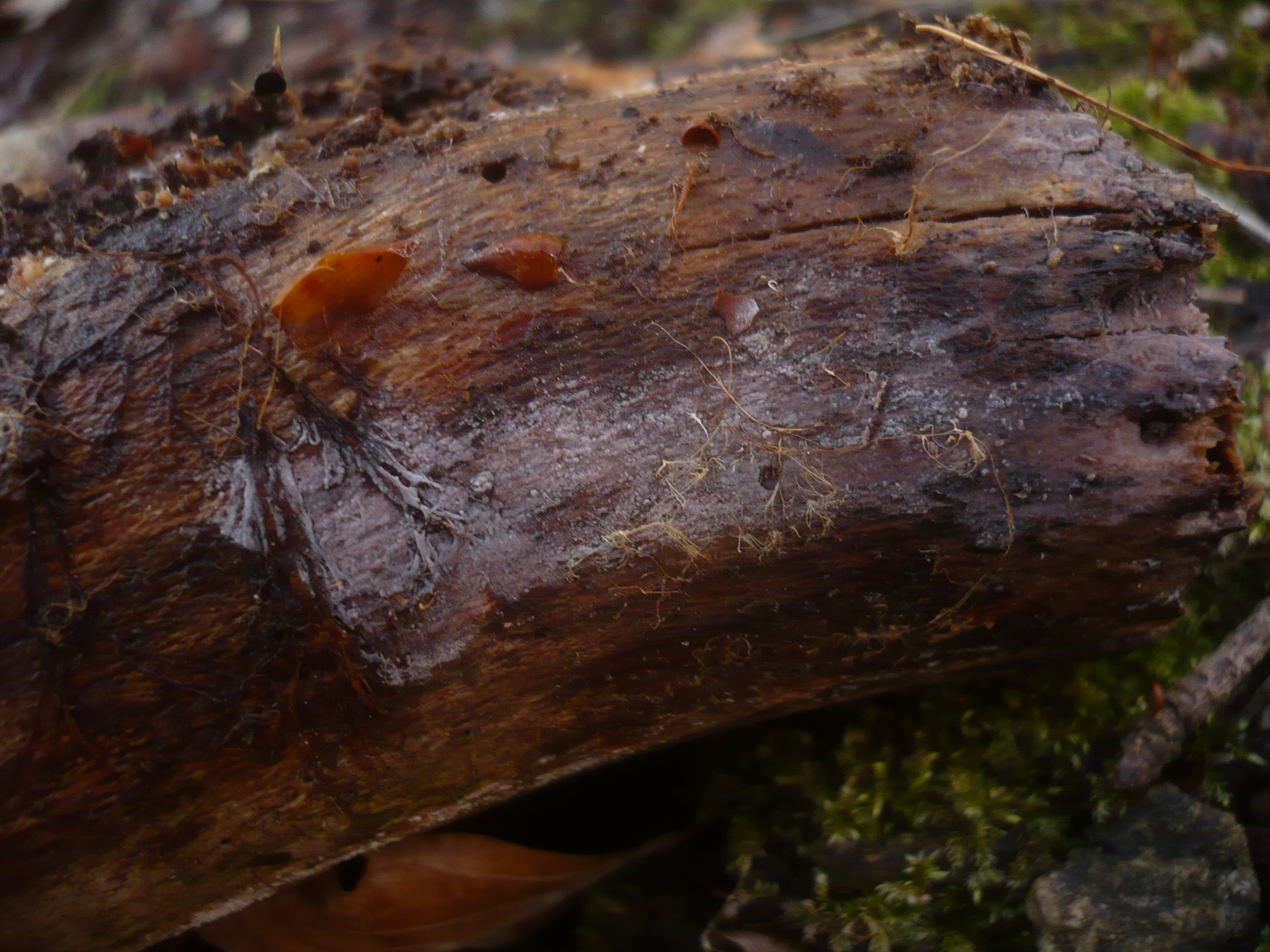
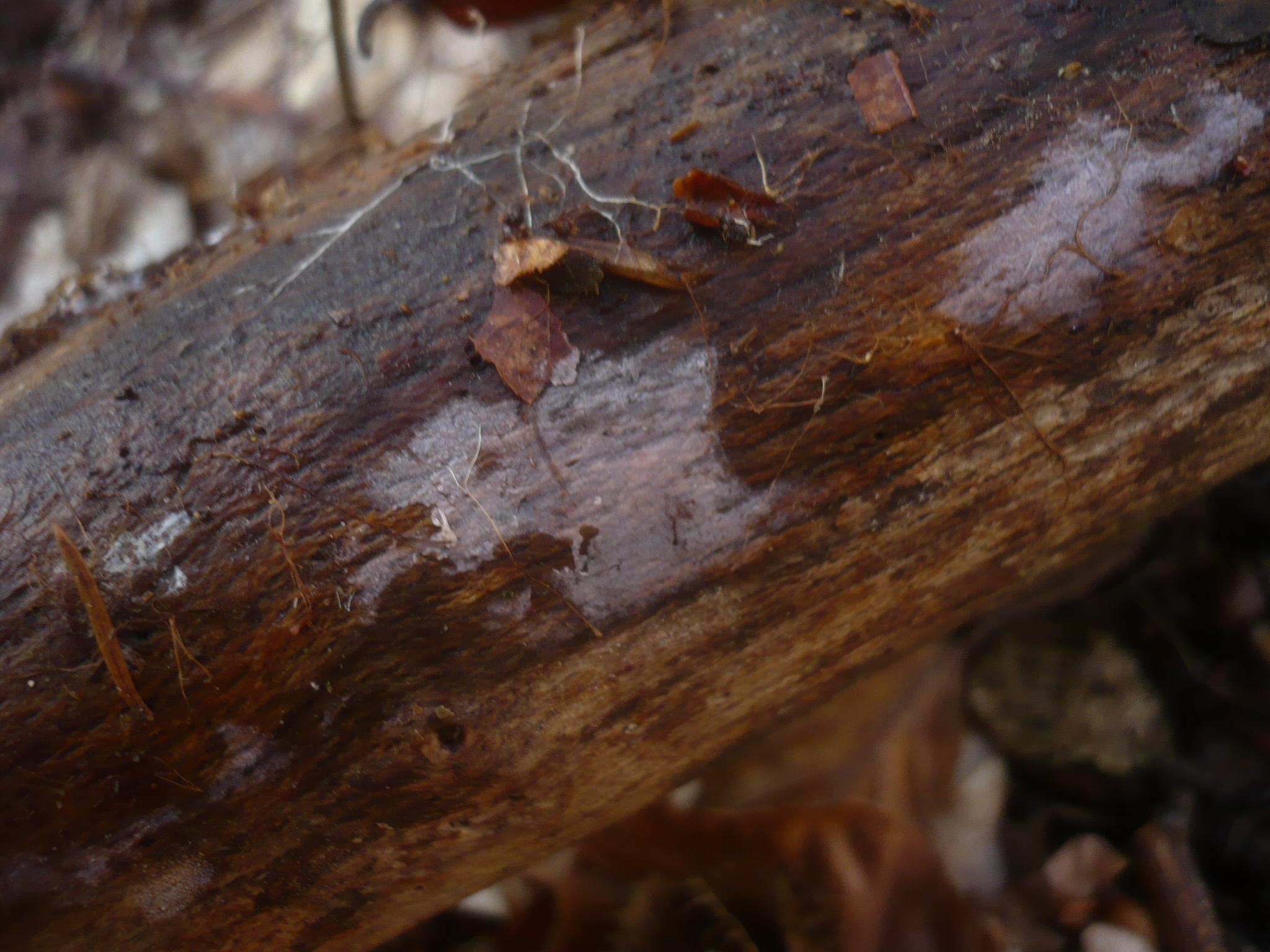
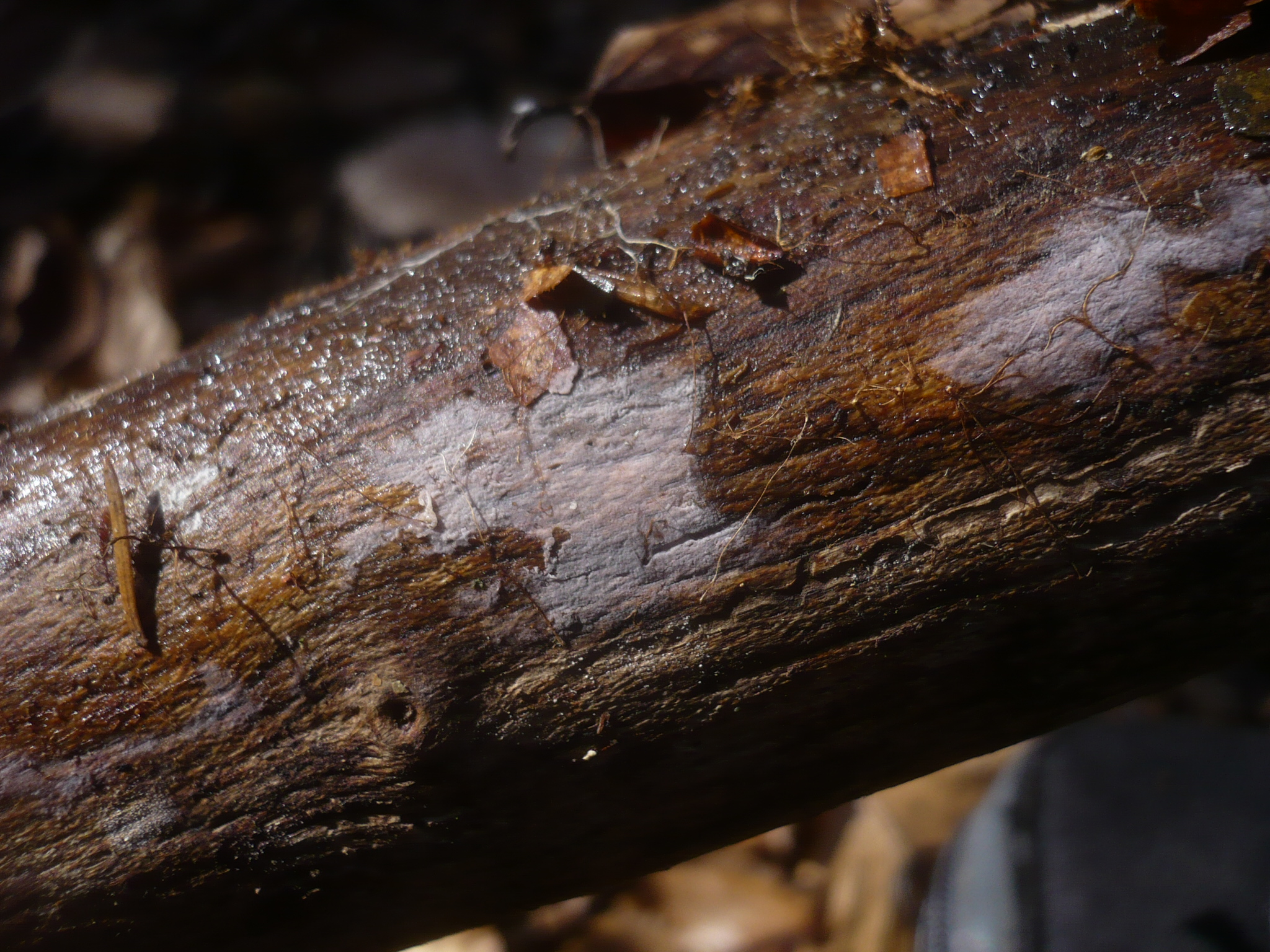
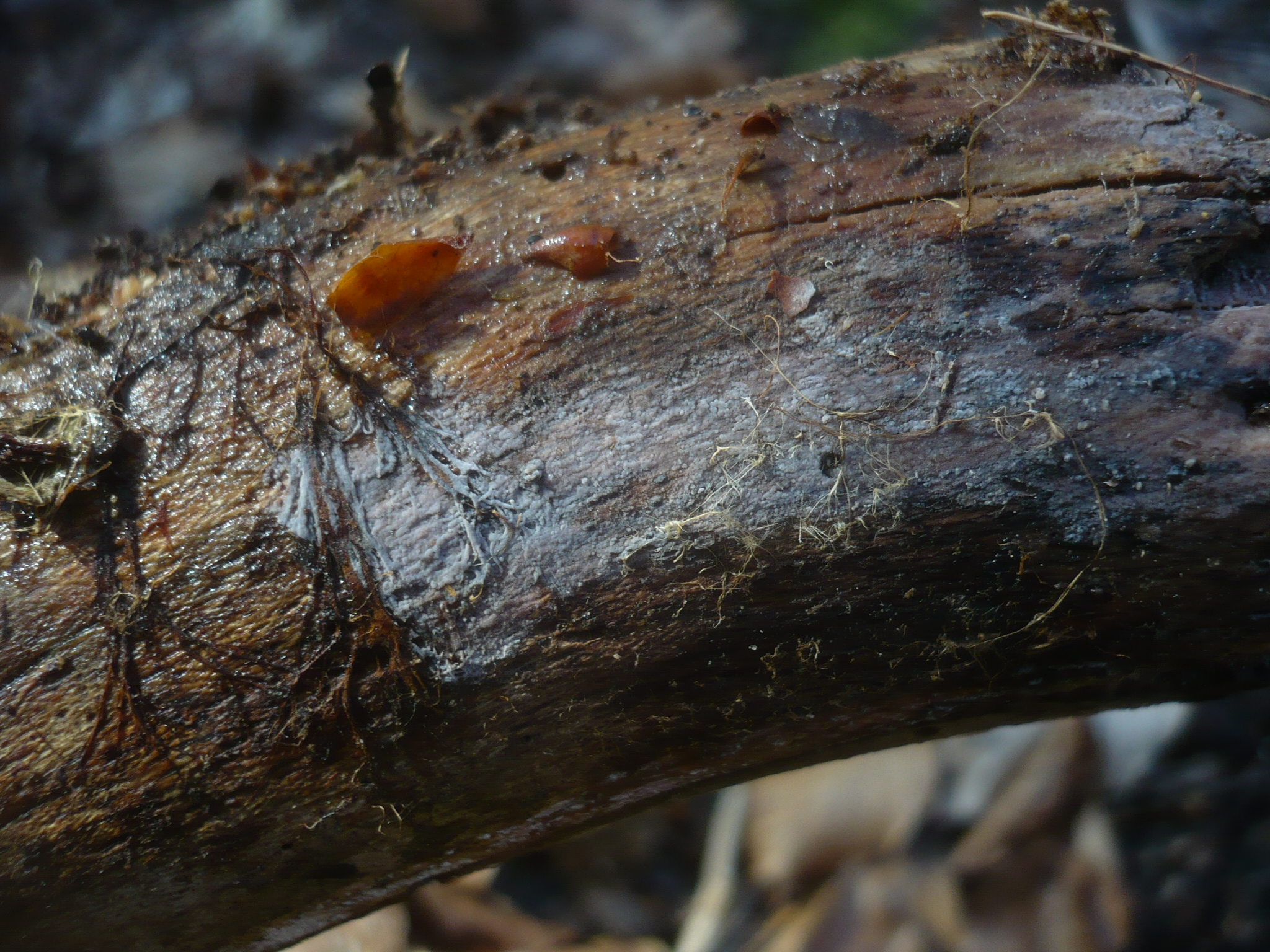
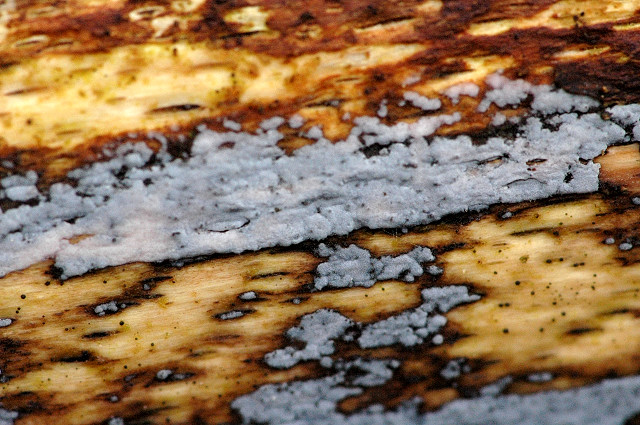
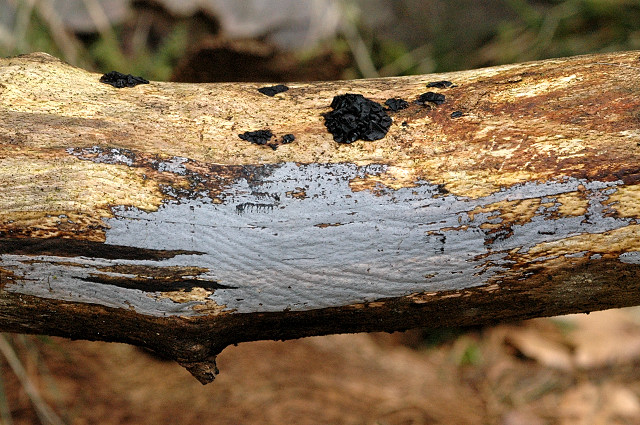